# NGC 1248
NGC 1248 este o galaxie lenticulară situată în constelația Eridanul. A fost descoperită în 5 octombrie 1785 de către William Herschel. Se află la o distanță de 30,4 de megaparseci de Pământ.